# Adrián Ricchiuti
Adrián Ricchiuti (Lanús, 30 giugno 1978) è un allenatore di calcio, dirigente sportivo ed ex calciatore argentino, di ruolo centrocampista, tecnico del Pennarossa.

## Caratteristiche tecniche
Classico numero "dieci", veniva descritto come un giocatore tecnico che faceva del dribbling, della visione di gioco e della velocità alcuni dei propri punti di forza.

## Carriera

### Giocatore

#### Approdo in Italia
Nel 1990, vista anche la crisi economica argentina, si trasferisce in Italia insieme al resto della famiglia, raggiungendo il padre che aveva lasciato l'Argentina l'anno prima per motivi di lavoro. Si stabilisce a Forano, piccolo comune in provincia di Rieti, cominciando a giocare nella categoria Allievi della squadra del paese.
Nell'estate del 1992 entra a far parte delle giovanili della Ternana. All'età di 16 anni debutta in prima squadra nel Campionato Nazionale Dilettanti sotto la gestione di Leonardo Acori (lo stesso tecnico con cui, qualche anno più tardi, condividerà successi a Rimini). Acori viene esonerato nel corso della stagione, ma Ricchiuti continua a raccogliere presenze in rossoverde anche sotto la guida del nuovo allenatore Massimo Silva. Con il club umbro disputa anche il campionato seguente, trascorso in Serie C2.

#### Genoa, Carpi e parentesi toscane
Nel 1996 viene acquistato dal Genoa, dove fatica però a trovare spazio in prima squadra: durante la stagione 1996-1997 colleziona le sue prime due presenze in Serie B, mentre l'anno successivo gioca altre otto partite nel campionato cadetto prima di passare in prestito al Carpi nel gennaio 1998. Con gli emiliani scende in campo in Serie C1 in tutte le rimanenti 18 partite segnando una rete, quella del definitivo 1-0 contro la Cremonese a febbraio, vittoria che contribuisce al raggiungimento della salvezza diretta a fine stagione.
L'estate 1998 vede Ricchiuti acquistato dalla Pistoiese, altra formazione militante in Serie C1. Schierato perlopiù nell'undici titolare, in trenta partite del girone A mette a segno due reti. Il quinto posto in classifica permette agli arancioni di qualificarsi ai play-off, fase in cui la squadra riesce ad ottenere la promozione in Serie B eliminando prima il Como in una doppia semifinale e poi il Lumezzane nella finalissima. Di queste partite, tuttavia, Ricchiuti viene schierato dal tecnico Andrea Agostinelli solo nella semifinale di andata, rimanendo in panchina nelle altre due gare. Inizia alla Pistoiese anche la stagione 1999-2000, nella quale però viene utilizzato in misura minore rispetto alla stagione precedente.
Durante gli ultimi giorni della finestra invernale di mercato, nel gennaio 2000, torna a calcare i campi di Serie C1 con il prestito al Livorno, con cui totalizza dodici presenze e zero gol.
Rientrato alla Pistoiese, nei primi mesi dell'annata 2000-2001 viene utilizzato solo in un paio di incontri di Coppa Italia, così ad ottobre è nuovamente oggetto di un prestito ad una squadra toscana di Serie C1, in questo caso l'Arezzo. A fine febbraio, a torneo in corso, gli amaranto lo riscattano a titolo definitivo. Al primo campionato in maglia aretina segna otto gol in 26 presenze, mentre l'anno seguente comincia con due reti in 21 partite disputate prima di essere ceduto.

#### Prima parentesi a Rimini
Il 31 gennaio 2002, nell'ultimo giorno di quella finestra invernale di mercato, Ricchiuti scende in Serie C2 con il trasferimento dall'Arezzo al Rimini in cambio di una somma quantificata dai media in 620.000 euro. I biancorossi del patron Vincenzo Bellavista, che venivano da quattro eliminazioni play-off in altrettanti anni, chiudono tuttavia la stagione con un'altra eliminazione, la quinta consecutiva.
Nel 2002-2003 Ricchiuti è tra i protagonisti dell'agognata promozione in Serie C1. In quel campionato, la truppa di mister Leonardo Acori vive un lungo testa a testa con la Florentia Viola (rifondazione della vecchia Fiorentina) conclusosi in favore della formazione toscana, tuttavia ai play-off il Rimini riesce ad avere la meglio prima sul Grosseto in semifinale (doppio 0-0, qualificazione per miglior posizione in classifica) e poi sul Gubbio in finale (vittoria per 1-0 in Umbria e 0-0 in casa). L'unico gol di queste quattro partite, quello del match di Gubbio, è un calcio di rigore trasformato da Bordacconi ma procurato dall'argentino.
La squadra disputa dunque il torneo di Serie C1 2003-2004 da neopromossa, riuscendo anche a qualificarsi per i play-off in virtù del quarto posto.
La stagione 2004-2005 si rivela un'altra annata memorabile, visto che arriva la seconda promozione nel giro di tre anni. Il Rimini sale infatti in Serie B classificandosi al primo posto nel girone B davanti ad Avellino e Napoli, con Ricchiuti che contribuisce con 13 reti in 33 partite, secondo miglior marcatore stagionale dei biancorossi dietro a Zlatan Muslimović. Oltre a ciò, vince la Supercoppa di Serie C1 ai danni della Cremonese, andando a segno sia nella gara di andata vinta 5-2 che in quella di ritorno vinta 4-2 in Lombardia.
Al ritorno nel campionato cadetto, la squadra ottiene la salvezza all'ultima giornata del campionato di Serie B 2005-2006 anche grazie alle 11 reti in 40 presenze da parte del fantasista di Lanús.
Prima dell'inizio della stagione 2006-2007, Ricchiuti eredita la fascia da capitano da Luca D'Angelo. La prima giornata di campionato vede il Rimini opposto alla Juventus, gara storica in quanto si tratta della prima partita di sempre dei bianconeri in Serie B, retrocessi dalla giustizia sportiva dopo lo scandalo Calciopoli: al vantaggio juventino risponde proprio Ricchiuti, che con un diagonale trafigge il portiere fresco campione del mondo Gianluigi Buffon, fissando il risultato sul definitivo 1-1. A livello personale segna 8 reti in 41 presenze, mentre la squadra chiude al quinto posto un torneo che vedeva la presenza, tra le altre, di corazzate come la stessa Juventus, il Napoli e il Genoa. Sul finale di stagione, tuttavia, la città è scossa dall'improvvisa morte del verace patron Vincenzo Bellavista, avvenimento destinato a segnare in negativo il futuro del club nel giro di pochi anni.
Nel campionato seguente, 2007-2008, i biancorossi ottengono 69 punti che però non bastano per qualificarsi ai play-off, poiché utili a conseguire solo un settimo posto in classifica. Il contributo di Ricchiuti, in termini di numeri, è di 11 reti in 40 partite disputate. Tra queste c'è anche il gol del 12 aprile 2008 che permette alla squadra di espugnare lo Stadio Dino Manuzzi di Cesena, nella partita della vita per i riminesi, che non vedevano vittoria in terra cesenate da ben 44 anni, uscendo quasi sempre malconci dal fortino bianconero.  A fine stagione il tecnico Leonardo Acori, in sella dal 2002, lascia l'incarico.
La travagliata annata 2008-2009 coincide con la fine della prima parentesi riminese di Ricchiuti. Tra cambi di allenatore, cessioni di giocatori (come ad esempio il bomber Vantaggiato) non adeguatamente rimpiazzati e critiche rivolte ad una società accusata dalla piazza di volersi disimpegnare dopo la morte di Bellavista, la squadra scende pericolosamente nelle zone basse della classifica. Ricchiuti segna cinque reti in 40 presenze, ma il quintultimo posto finale costringe il Rimini ad un play-out contro l'Ancona che si rivela fatale per effetto della sconfitta interna nella gara di ritorno.
Alcuni fattori come la retrocessione in Lega Pro, la precedente scomparsa di Bellavista, la volontà di provare nuovi palcoscenici e la contestazione di una frangia di tifoseria (anche per questioni anche extracalcistiche) lo portano a chiudere la sua prima parentesi in maglia riminese con 278 partite e 55 reti tra Serie C2, C1 e B.

#### Catania
Il 6 agosto 2009 il Catania annuncia l'acquisto di Ricchiuti con un contratto triennale. Il 30 successivo agosto esordisce in Serie A all'età di 31 anni in occasione della sconfitta esterna contro il Parma. Il 18 ottobre 2009 segna invece il suo primo gol in Serie A durante il primo tempo di Catania-Cagliari poi terminata 2-1. Con l'esonero dell'allenatore Gianluca Atzori e l'arrivo di Siniša Mihajlović, avvenuto a dicembre, Ricchiuti inizia ad essere talvolta utilizzato dal tecnico serbo in un ruolo più arretrato rispetto a quello di trequartista. Nel corso della stagione sigla altre due reti, rispettivamente negli incontri Catania-Bari (4-0) e Milan-Catania (2-2). Il suo primo anno nella massima serie italiana si conclude dunque con tre reti in 27 presenze.
Nella prima giornata della stagione 2010-2011 segna il gol del momentaneo pareggio del Catania sul Chievo, in una partita poi terminata 2-1 in favore della squadra veneta. Nella prima parte di stagione, sotto la guida di Marco Giampaolo, Ricchiuti viene talvolta accantonato, tanto da essere considerato in partenza nell'imminente finestra invernale di mercato. A seguito dell'esonero di Giampaolo e l'arrivo del connazionale Diego Simeone, giunto in Sicilia a gennaio, Ricchiuti trova maggiore spazio, tanto da firmare un rinnovo valido fino al 2013. Simeone e il suo vice Burgos trovano una rosa composta in buona parte da loro connazionali, ben dodici, tra cui lo stesso Ricchiuti. La rete della prima giornata rimane la sua unica marcatura stagionale, a fronte di 30 partite di campionato.
Nella stagione 2011-2012 Ricchiuti fatica a trovare spazio nei moduli del nuovo tecnico Vincenzo Montella, ma rimane in rosa per tutto l'anno riuscendo comunque a totalizzare 20 presenze in campionato.
L'annata 2012-2013 è la quarta e ultima da lui giocata in Serie A con la maglia degli etnei. In questa stagione, sotto la guida tecnica di Rolando Maran, trova ancora meno spazio, tanto da collezionare solo 8 presenze, tutte ottenute partendo dalla panchina.
Rimane a Catania fino alla fine del suo contratto, lasciando ufficialmente il club il 30 giugno 2013.

#### Entella
Dopo essere stato in ritiro per un giorno a Coverciano insieme ad altri calciatori svincolati sotto l'egida dell'Associazione Italiana Calciatori, il 23 luglio firma con l'Entella, club ligure di Lega Pro Prima Divisione, un contratto annuale da 90.000 euro con opzione per il secondo. Il 4 agosto in allenamento allo Stadio Comunale di Chiavari si procura una lieve distrazione muscolare al polpaccio della gamba sinistra. A causa degli infortuni riesce a debuttare con i chiavaresi solo il 12 gennaio 2014 alla seconda giornata di ritorno, nella partita contro la Carrarese. Il 26 gennaio sigla il 4-5 contro il Lumezzane (nella prima sconfitta casalinga). Il 14 marzo segna il suo secondo goal con la maglia biancoceleste che regala la vittoria della partita del Centenario (1-0 contro la Reggiana). Il 4 maggio risulta determinante nella partita decisiva Cremonese-Entella 1-2 che regala la promozione in Serie B al club ligure. A fine stagione non gli viene rinnovato il contratto.

#### Ritorno a Rimini e ultimi anni di carriera
Nel luglio 2014 Ricchiuti ritorna al Rimini in Serie D firmando un contratto annuale. Contribuisce con le sue giocate ed i suoi 7 gol a riportare subito il Rimini in Lega Pro. Durante la stagione batte molti storici record riguardanti la storia della Rimini Calcio: miglior marcatore di sempre e giocatore con il maggior numero di presenze con la maglia a scacchi.
Il 22 giugno 2015 viene ingaggiato da La Fiorita per disputare i preliminari di Europa League contro il Vaduz, a seguito dei quali fa ritorno al Rimini con cui segna il suo primo gol in Lega Pro il 19 settembre nella vittoria per 1-3 contro la Lupa Roma. Il 14 novembre in occasione di Cararrese-Rimini 3-0 tocca quota 300 presenze con i biancorossi in campionato.
Il 5 gennaio 2016 rescinde il proprio contratto con la società biancorossa e si trasferisce in Serie D al Delta Rovigo.
Terminata la breve parentesi con il club rodigino, Ricchiuti ritorna da svincolato al Rimini, che nel frattempo era ripartito dal campionato di Eccellenza con una nuova società. Il 2 aprile 2017, nello stesso giorno in cui il Rimini conquista la promozione in Serie D, Ricchiuti diventa il giocatore con più presenze in campionato nella storia del club (includendo anche play-off, play-out e poule scudetto di Serie D), eguagliando Gianfranco Sarti a quota 339. Una settimana dopo, in occasione della travolgente vittoria per 8-0 sul Meldola, colleziona la presenza numero 340 in biancorosso, diventando di fatto primatista solitario. In tutto, sempre includendo play-off, play-out e poule scudetto di Serie D, Ricchiuti finisce per chiudere i suoi anni in biancorosso con 344 presenze in campionato e 71 reti all'attivo.
A fine stagione riflette in merito ad un ritiro dal calcio giocato, iniziando allo stesso tempo a ricoprire il nuovo ruolo di team manager dei biancorossi. Ciononostante, Ricchiuti torna sui suoi passi e il 7 giugno la società sammarinese La Fiorita comunica di aver tesserato il centrocampista, non più solo per le coppe europee bensì per l'intera stagione. 
Nella partita La Fiorita-Linfield valida per il primo turno preliminare di UEFA Champions League 2017-2018, Ricchiuti fa il suo esordio stagionale: la gara termina 0-0 e costa l'eliminazione dalla coppa. A fine stagione vince il campionato sammarinese con La Fiorita e dichiara ai microfoni di San Marino RTV che la finale di campionato del 23 maggio contro la Folgore sarebbe stata la sua ultima partita da calciatore, salvo poi ripensarci e giocare con La Fiorita anche la stagione 2018-2019 (durante la quale è anche referente tecnico del settore giovanile del Rimini) terminata con la finale del campionato sammarinese persa ai supplementari contro il Tre Penne.
Nel luglio 2019 firma con un'altra società sammarinese, la Virtus. Nel giugno 2020 rimane svincolato e decide di appendere gli scarpini al chiodo.

### Allenatore
Nel settembre 2020 Ricchiuti torna nello staff del Rimini, inizialmente solo per allenare i ragazzi delle annate 2006-2007 e 2008 insieme a Ivano Bonetti. Il 29 gennaio 2021 tuttavia viene chiamato a sostituire il dimissionario ex compagno Alessandro Mastronicola nel ruolo di capo allenatore della prima squadra, militante in Serie D. All'esordio arriva una vittoria per 1-0 nei minuti finali contro il Progresso di Castel Maggiore, poi una sconfitta per 2-0 sul campo del Ghivizzano (fanalino di coda insieme al Corticella), quindi un 2-2 casalingo in rimonta contro la Marignanese Cattolica dopo essere stato sotto di due reti. Il 16 febbraio la società comunica di aver richiamato Mastronicola alla guida della prima squadra.
Nell'agosto seguente passa al Fya Riccione, dove allena i 2008 e segue sul piano tecnico l'attività di base, con particolare attenzione alle annate 2011 e 2013.
Il 27 giugno 2022 viene annunciato il suo approdo sulla panchina del Torconca, società di Cattolica impegnata nel campionato di Promozione dell'Emilia-Romagna. Al termine della sua prima stagione la squadra centra la salvezza, l'anno successivo invece arriva la retrocessione in Prima Categoria dopo la sconfitta interna nel play-out contro la Polisportiva Stella.
Dopo due stagioni torna nel campionato sammarinese, per la prima volta da allenatore, sulla panchina del Faetano, rimanendovi per un anno. Il 19 maggio 2025 viene ufficializzato il suo passaggio sulla panchina del Pennarossa, altra formazione del campionato sammarinese.

## Statistiche

### Presenze e reti nei club
| Stagione            | Squadra           | Campionato        | Campionato | Campionato | Coppe nazionali | Coppe nazionali | Coppe nazionali | Coppe continentali | Coppe continentali | Coppe continentali | Altre coppe | Altre coppe | Altre coppe | Totale | Totale |
| Stagione            | Squadra           | Comp              | Pres       | Reti       | Comp            | Pres            | Reti            | Comp               | Pres               | Reti               | Comp        | Pres        | Reti        | Pres   | Reti   |
| ------------------- | ----------------- | ----------------- | ---------- | ---------- | --------------- | --------------- | --------------- | ------------------ | ------------------ | ------------------ | ----------- | ----------- | ----------- | ------ | ------ |
| 1994-1995           | Ternana           | CND               | 7          | 1          | CI-D            | ?               | ?               | -                  | -                  | -                  | -           | -           | -           | 7      | 1      |
| 1995-1996           | Ternana           | C2                | 17         | 0          | CI-C            | ?               | ?               | -                  | -                  | -                  | -           | -           | -           | 17     | 0      |
| Totale Ternana      | Totale Ternana    | Totale Ternana    | 24         | 1          |                 | -               | -               |                    | -                  | -                  |             | -           | -           | 24     | 1      |
| 1996-1997           | Genoa             | B                 | 2          | 0          | CI              | ?               | ?               | -                  | -                  | -                  | -           | -           | -           | 2      | 0      |
| 1997-gen. 1998      | Genoa             | B                 | 8          | 0          | CI              | 3               | 0               | -                  | -                  | -                  | -           | -           | -           | 11     | 0      |
| Totale Genoa        | Totale Genoa      | Totale Genoa      | 10         | 0          |                 | 3               | 0               |                    | -                  | -                  |             | -           | -           | 13     | 0      |
| gen.-giu. 1998      | Carpi             | C1                | 18         | 1          | CI-D            | ?               | ?               | -                  | -                  | -                  | -           | -           | -           | 18     | 1      |
| 1998-1999           | Pistoiese         | C1                | 30+1       | 2          | CI-C            | ?               | ?               | -                  | -                  | -                  | -           | -           | -           | 30     | 2      |
| 1999-gen. 2000      | Pistoiese         | B                 | 12         | 1          | CI              | 5               | 1               | -                  | -                  | -                  | -           | -           | -           | 17     | 2      |
| gen.-giu. 2000      | Livorno           | C1                | 12         | 0          | CI-C            | -               | -               | -                  | -                  | -                  | -           | -           | -           | 12     | 0      |
| ago.-ott. 2000      | Pistoiese         | B                 | 0          | 0          | CI              | 2               | 0               | -                  | -                  | -                  | -           | -           | -           | 2      | 0      |
| Totale Pistoiese    | Totale Pistoiese  | Totale Pistoiese  | 42+1       | 3+0        |                 | 7               | 1               |                    | -                  | -                  |             | -           | -           | 50     | 4      |
| ott. 2000-2001      | Arezzo            | C1                | 26+2       | 8          | CI-C            | ?               | ?               | -                  | -                  | -                  | -           | -           | -           | 28     | 8      |
| 2001-gen. 2002      | Arezzo            | C1                | 21         | 2          | CI+CI-C         | 3+0             | 1               | -                  | -                  | -                  | -           | -           | -           | 24     | 3      |
| Totale Arezzo       | Totale Arezzo     | Totale Arezzo     | 47+2       | 10+0       |                 | 3               | 1               |                    | -                  | -                  |             | -           | -           | 52     | 11     |
| gen.-giu. 2002      | Rimini            | C2                | 11+2       | 0          | CI-C            | -               | -               | -                  | -                  | -                  | -           | -           | -           | 11     | 0      |
| 2002-2003           | Rimini            | C2                | 32+3       | 4          | CIC             | ?               | ?               | -                  | -                  | -                  | -           | -           | -           | 32     | 4      |
| 2003-2004           | Rimini            | C1                | 34+2       | 3          | CIC             | ?               | ?               | -                  | -                  | -                  | -           | -           | -           | 34     | 3      |
| 2004-2005           | Rimini            | C1                | 33         | 13         | CI+CIC          | 3+?             | 0+?             | -                  | -                  | -                  | SL-C1       | 2           | 2           | 38     | 15     |
| 2005-2006           | Rimini            | B                 | 40         | 11         | CI              | 2               | 0               | -                  | -                  | -                  | -           | -           | -           | 42     | 11     |
| 2006-2007           | Rimini            | B                 | 41         | 8          | CI              | 2               | 0               | -                  | -                  | -                  | -           | -           | -           | 43     | 8      |
| 2007-2008           | Rimini            | B                 | 40         | 11         | CI              | 3               | 2               | -                  | -                  | -                  | -           | -           | -           | 43     | 13     |
| 2008-2009           | Rimini            | B                 | 40+2       | 5          | CI              | 1               | 0               | -                  | -                  | -                  | -           | -           | -           | 43     | 5      |
| 2009-2010           | Catania           | A                 | 27         | 3          | CI              | 2               | 0               | -                  | -                  | -                  | -           | -           | -           | 29     | 3      |
| 2010-2011           | Catania           | A                 | 31         | 1          | CI              | 1               | 0               | -                  | -                  | -                  | -           | -           | -           | 32     | 1      |
| 2011-2012           | Catania           | A                 | 20         | 0          | CI              | 1               | 0               | -                  | -                  | -                  | -           | -           | -           | 21     | 0      |
| 2012-2013           | Catania           | A                 | 8          | 0          | CI              | 1               | 0               | -                  | -                  | -                  | -           | -           | -           | 9      | 0      |
| Totale Catania      | Totale Catania    | Totale Catania    | 86         | 4          |                 | 5               | 0               |                    | -                  | -                  |             | -           | -           | 91     | 4      |
| 2013-2014           | Virtus Entella    | 1D                | 10         | 2          | CI+CI-LP        | 0+0             | 0+0             | -                  | -                  | -                  | SC-1D       | 1           | 0           | 11     | 2      |
| 2014-2015           | Rimini            | D                 | 22+2       | 7          | CI+CID          | 0+0             | 0+0             | -                  | -                  | -                  | -           | -           | -           | 22     | 7      |
| lug. 2015           | La Fiorita        | CD                | -          | -          | CT              | -               | -               | UEL                | 2                  | 0                  | -           | -           | -           | 2      | 0      |
| ago. 2015-gen. 2016 | Rimini            | LP                | 13         | 1          | CLP             | 2               | 1               | -                  | -                  | -                  | -           | -           | -           | 15     | 2      |
| gen.-giu. 2016      | Delta Rovigo      | D                 | 5          | 0          | CID             | 0               | 0               | -                  | -                  | -                  | -           | -           | -           | 5      | 0      |
| 2016-2017           | Rimini            | Ecc               | 27         | 8          | C-ER+CI-D       | 2+0             | 0+0             | -                  | -                  | -                  | SC-ER       | ?           | ?           | 25     | 8      |
| Totale Rimini       | Totale Rimini     | Totale Rimini     | 333+11     | 71+0       |                 | 15+             | 3+              |                    | -                  | -                  |             | 2           | 2           | 361+   | 76+    |
| 2017-2018           | La Fiorita        | CD                | 18+3       | 9+0        | CT              | 6               | 0               | UCL                | 1                  | 0                  | SC-S        | 1           | 0           | 29     | 9      |
| 2018-2019           | La Fiorita        | CD                | 16+4       | 8+0        | CT              | 2               | 0               | UCL+UEL            | 0                  | 0                  | SC-S        | 1           | 1           | 23     | 9      |
| Totale La Fiorita   | Totale La Fiorita | Totale La Fiorita | 34+7       | 17         |                 | 8               | 0               |                    | 3                  | 0                  |             | 2           | 1           | 54     | 18     |
| Totale carriera     | Totale carriera   | Totale carriera   | 642        | 109+       |                 | 41+             | 5+              |                    | 3                  | 0                  |             | 5           | 3           | 691+   | 117+   |

### Statistiche da allenatore
Statistiche aggiornate al 7 maggio 2025.
| Stagione                  | Squadra                   | Campionato                | Campionato | Campionato | Campionato | Campionato | Coppe nazionali | Coppe nazionali | Coppe nazionali | Coppe nazionali | Coppe nazionali | Coppe continentali | Coppe continentali | Coppe continentali | Coppe continentali | Coppe continentali | Altre coppe | Altre coppe | Altre coppe | Altre coppe | Altre coppe | Totale | Totale | Totale | Totale | % Vittorie | Piazzamento                 |
| Stagione                  | Squadra                   | Comp                      | G          | V          | N          | P          | Comp            | G               | V               | N               | P               | Comp               | G                  | V                  | N                  | P                  | Comp        | G           | V           | N           | P           | G      | V      | N      | P      | %          | Piazzamento                 |
| ------------------------- | ------------------------- | ------------------------- | ---------- | ---------- | ---------- | ---------- | --------------- | --------------- | --------------- | --------------- | --------------- | ------------------ | ------------------ | ------------------ | ------------------ | ------------------ | ----------- | ----------- | ----------- | ----------- | ----------- | ------ | ------ | ------ | ------ | ---------- | --------------------------- |
| gen.-feb. 2021            | Rimini                    | D                         | 3          | 1          | 1          | 1          | -               | -               | -               | -               | -               | -                  | -                  | -                  | -                  | -                  | -           | -           | -           | -           | -           | 3      | 1      | 1      | 1      | 33,33      | Sub., Eson.                 |
| 2022-2023                 | Torconca Cattolica        | Prom.                     | 30         | 11         | 5          | 14         | CI-Prom.        | 1               | 0               | 0               | 1               | -                  | -                  | -                  | -                  | -                  | -           | -           | -           | -           | -           | 31     | 11     | 5      | 15     | 35,48      | 8º                          |
| 2023-2024                 | Torconca Cattolica        | Prom.                     | 34+1       | 11         | 8          | 15+1       | CI-Prom.        | 3               | 0               | 2               | 1               | -                  | -                  | -                  | -                  | -                  | -           | -           | -           | -           | -           | 38     | 11     | 10     | 17     | 28,95      | 14º (retr. dopo i play-out) |
| Totale Torconca Cattolica | Totale Torconca Cattolica | Totale Torconca Cattolica | 65         | 22         | 13         | 30         |                 | 4               | 0               | 2               | 2               |                    | -                  | -                  | -                  | -                  |             | -           | -           | -           | -           | 69     | 22     | 15     | 32     | 31,88      |                             |
| 2024-2025                 | Faetano                   | CS                        | 30+3       | 9+1        | 4          | 17+2       | CT              | 4               | 1               | 1               | 2               | -                  | -                  | -                  | -                  | -                  | -           | -           | -           | -           | -           | 37     | 11     | 5      | 21     | 29,73      | 10º                         |
| Totale carriera           | Totale carriera           | Totale carriera           | 101        | 33         | 19         | 50         |                 | 8               | 1               | 3               | 4               |                    | -                  | -                  | -                  | -                  |             | -           | -           | -           | -           | 109    | 34     | 22     | 54     | 31,19      |                             |

## Palmarès

### Club

#### Competizioni nazionali
- Campionato italiano Serie C1: 1

Rimini: 2004-2005
- Supercoppa di Lega Serie C1: 1

Rimini: 2005
- Lega Pro Prima Divisione: 1

Virtus Entella: 2013-2014
- Campionato italiano di Serie D: 1

Rimini: 2014-2015
- Coppa Titano: 1

La Fiorita: 2017-2018
- Supercoppa di San Marino: 1

La Fiorita: 2018

#### Competizioni regionali
- Eccellenza: 1

Rimini: 2016-2017
- Coppa Italia Dilettanti Emilia-Romagna: 1

Rimini: 2016-2017